# Military science fiction

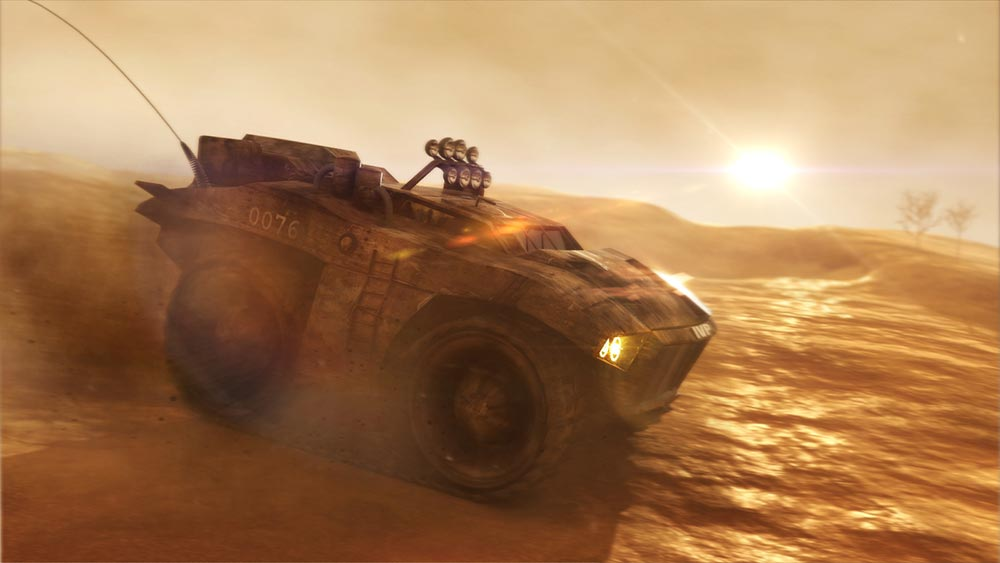
Katonai science fiction művészi ábrázolása

A military science fiction (avagy katonai science fiction) a science fiction egyik alműfaja, aminek fő jellemzőjei: a főkarakterek egy katonai szolgálat tagjai, egy fegyveres konfliktus zajlik le, általában az űrben, vagy egy olyan bolygón, ami nem a Föld. A military sci-fi mű alapját a konfliktus, az alkalmazott taktikák, a katonai szolgálat célja és a tagok részletes leírása alkotja. A történetek gyakran merítenek ihletet a múltbéli vagy jelenlegi földi konfliktusokból, de az országokat helyettesítik bolygókkal vagy galaxisokkal; a csatahajókat űr-csatahajókkal és néhány eseményt is megváltoztatnak, így a szerző ki tudja vetíteni, mi történhetett.

## Jellemzői
Hangsúlyt kapnak a hagyományos katonai virtusok, mint a bátorság, áldozatkészség, kötelességtudat és bajtársiasság, és a cselekményt általában egy katona vagy tiszt szemszögéből mesélik el. Jellegzetesen a technológia sokkal fejlettebb, mint a jelenben, és részletesen van leírva. Néhány történetben a fegyverek hasonlóak, mint amiket ma használunk, de a társadalom változott meg. Elsődlegesen a háborúkat nem kutatással és fejlesztéssel vagy logisztikával nyerik meg, hanem akaraterővel, bátorsággal, előrelátással és más katonai virtusokkal. Sok történetben a technológiai fejlődések a cselekmény előrehaladásának központját jelentik.
Az űropera egyik részhalmaza egybevág a katonai science fictionnel, ami a nagymértékű űrcsatákra koncentrál futurisztikus fegyverekkel. Ilyen történetekben a katonai hangszínt és a fegyverrendszert nagyon komolyan lehet venni. Az egyik szélsőség spekuláció jövőbeli háborúkról, vagy ilyen háborúk hatásairól; a másik véglet katonai összeesküvések sci-fi köntösbe öltöztetve. A "katonai űropera" kifejezést is használják néha ezen alfajok jelölésére, például Sylvia Kelso kritikájában, amikor Lois McMaster Bujold Vorkosigan-sorozatáról írt.

## Története
A military science fiction jellemvonásai elsőként George Chesney "The Battle of Dorking"-jában (A dorkingi csata) jelentek meg. Ezután jöttek más művek is, például H. G. Wellstől a "The Land Ironclads (A földi páncélosok)". Amikor a science fiction már különálló műfajjá nőtte ki magát, a military science fiction is alfajának tekintette magát. Egy korai mű H. Beam Piper Uller Uprising-ja (1952) (ami az 1857-es indiai lázadáson alapul). Két másik korai military sci-fi regény Robert A. Heinlein Csillagközi inváziója és Gordon Dickson Dorsaija (1960), sokak szerint ezek miatt lett az alfaj népszerű a fiatal olvasóközönség számára.
A vietnámi háború miatt a tapasztalt veteránok is elkezdtek military science fictiont írni, mint például David Drake és Joe Haldeman.  Az 1970-es évek alatt a műfaj népszerűségét növelték a Haldeman Örök háborújához és Drake Hammer's Slammerséhez hasonló művek. A novellák is népszerűek voltak, amiket az olyan könyvekben gyűjtöttek össze, mint a  Combat SF, amit Gordon R. Dickson szerkesztett. Ebben az antológiában az egyik első Hammer's Slammers-történet szerepel, valamint egy BOLO-történet Keith Laumertől és egy Berserker-történet Fred Saberhagentől. Ezt az antológiát tartják az első olyannak, amiben csak háborús sci-fi történeteket közölnek le. A kategóriát a There Will be War kilenckötetes antológiasorozat (szerkesztette John F. Carr) segített aktívan tartani.

## Nézőpontok
Számos szerző írt olyan történeteket, amikben politikai üzenetek is szerepeltek a művük kisebb-nagyobb témájaként.
David Drake gyakran írt a háborútól való rettegésről és a háború feleslegességéről. Számos Hammer's Slammers könyve utószavában leírta, hogy az írásának célja olyan emberek tanítása, akik nem tapasztalták meg a háborút, de akik dönthetnek úgy (szavazással vagy saját politikai nézetek létrehozásával), hogy elindítanak vagy támogatnak egy háborút.
David Weber ezt mondta:
"Számomra a military science fiction olyan science fiction, amit egy katonai helyzetben írtak meg; az író érti, miben különböznek a katonai életmód és szereplők a civil életmódtól és szereplőktől. Olyan science fiction, ami valószerűen próbálja ábrázolni a hadsereget sci-fi kontextusban. Emberi lényekről és más fajokról szól, akiknek küzdeniük kell. Ez nem mentség a problémák végletekig leegyszerűsített megoldása alól."

## Példák
A military science fiction megjelenik könyvekben, filmekben, filmsorozatokban, animékben és videojátékokban.

## Fordítás
- Ez a szócikk részben vagy egészben  a   History of science fiction című angol Wikipédia-szócikk ezen változatának fordításán alapul.  Az eredeti cikk szerkesztőit annak laptörténete sorolja fel. Ez a jelzés csupán a megfogalmazás eredetét és a szerzői jogokat jelzi, nem szolgál a cikkben szereplő információk forrásmegjelöléseként.

## Külső hivatkozások
- Goodreads Military Science Fiction Book Group
- MilitarySciFi.com Archiválva 2011. október 4-i dátummal a Wayback Machine-ben